# Ciuturești, Bacău
Ciuturești este un sat în comuna Odobești din județul Bacău, Moldova, România.